# Scoparia coeruleotincta
Scoparia coeruleotincta là một loài bướm đêm trong họ Crambidae.